# Chiesa della Presentazione di Maria (Ledro)
La chiesa della Presentazione di Maria è la parrocchiale di Enguiso, frazione di Ledro, nella Valle di Ledro in Trentino.  Fa parte della zona pastorale di Riva e Ledro e risale al XVI secolo.

## Storia

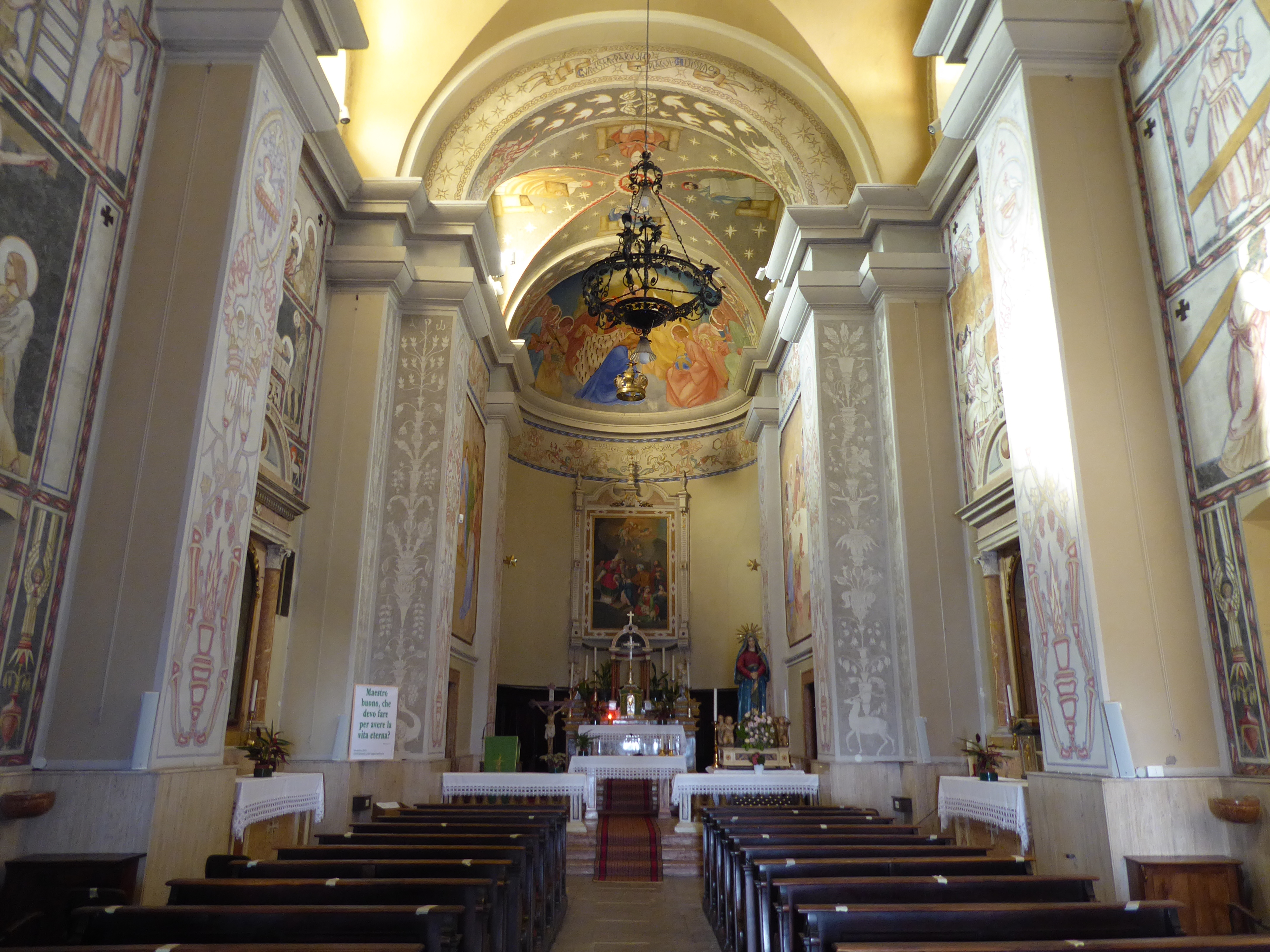
Interno

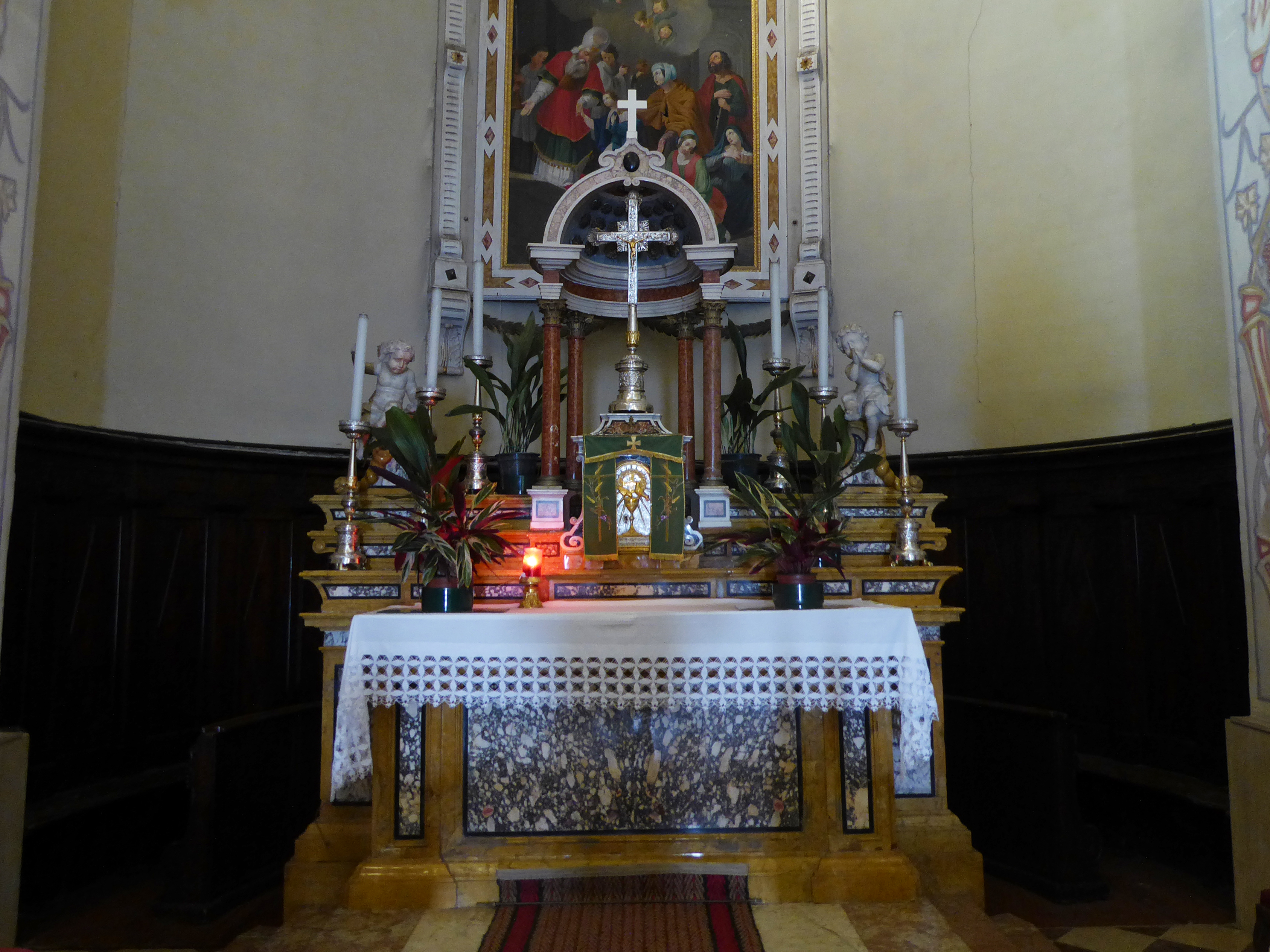
Altare maggiore

Sul sito nel 1561 era presente una piccola cappella, dedicata a San Sebastiano e attorno alla seconda metà del XVIII secolo questa venne ingrandita mutando anche la sua denominazione, venendo dedicata alla Madonna della Salute.
Prima della metà del XIX secolo vennero eretti il campanile ed un edificio religioso di maggiori dimensioni, che del precedente conservò il presbiterio, divenuto sacrestia.
La chiesa fu danneggiata e profanata in occasione della battaglia di Bezzecca, come avvenne anche nel caso della Chiesa di Santo Stefano a Bezzecca, ed esattamente come in quel caso fu Benedetto Riccabona de Reichenfels a procedere alla sua riconsacrazione dopo la sua ricostruzione avvenuta nel 1840 secondo i dettami del neoclassicismo.
A cavallo tra il XIX e il XX secolo furono restaurati il campanile e l'intero edificio, e nuovi lavori vi furono attorno al 1930 ed al 1993.

## Descrizione

### Esterni
Il luogo di culto si trova nel centro di Enguiso ed ha orientamento verso est. La facciata rispecchia lo stile neoclassico e si presenta di forme semplici, con due lesene a marcarne il profilo e un grande frontone triangolare. Il portale è architravato e sormontato, nella parte mediana del prospetto, da una grande finestra a mezzaluna. La torre campanaria è posta nella parte nord dell'edificio. Il presbiterio nella sala corrisponde all'edificio storico.

### Interni
La navata interna è unica, suddivisa in tre campate.